# Bob Florence
Bob Florence (20. května 1932 – 15. května 2008) byl americký jazzový klavírista a aranžér. Na klavír hrál již od dětství – první lekce dostal ve svých pěti letech. Zpočátku se věnoval klasické hudbě, avšak později se začal více zajímat o jazz. Svou první kapelu založil koncem padesátých let. Později vydal řadu alb. V roce 2000 získal cenu Grammy. Během své kariéry spolupracoval s mnoha dalšími hudebníky, mezi něž patří například Vic Lewis, Dave Pell a Bud Shank. Zemřel na zápal plic ve věku 75 let.